# 过热
在物理学中，过热（又称沸腾延迟，英語：Superheating）是指液体被加热到沸点以上的温度而不沸腾的现象。此為所謂的準穩態，由外部或內部影響所引起的沸騰可能隨時發生。在干净的容器中加热同相物质会出现过热现象，同时要避免成核现象的出现。需注意的是加热时欲出现过热现象，需要避免搅动液体。